# Ampelisca anversensis
Ampelisca anversensis är en kräftdjursart. Ampelisca anversensis ingår i släktet Ampelisca och familjen Ampeliscidae. Inga underarter finns listade i Catalogue of Life.